# لانا باريلا
لانا ماريا باريلا (بالإنجليزية: Lana Maria Parrilla)‏ (وُلدت في 15 يوليو/تموز 1977) هي ممثلة أمريكية معروفة بأدوارها في سبين سيتي و24 وبوم تاون والمفاجئة وسوينغتاون وميامي ميديكال. تمثل الآن في مسلسل كان ياما كان في دور الملكة الشريرة.

## حياتها المبكرة
وُلدت باريلا في بروكلين بنيويورك. أبوها من أصل بورتوريكي وهو سام باريلا لاعب كرة قاعدة محترف لفريق فيلادلفيا فيليز في دوري كرة القاعدة الرئيسي في أوائل عام 1970. أمها دولوريس دي أزارا هي رسامة أمريكية من أصل صقلي وتعمل في الصرافة. لانا لها أخت واحدة كبرى وابن أختها يدعى سامي، وخالتها هي الممثلة كانديس أزارا. تطلق والداها عندما كانت في سن الرابعة. عاشت العشر سنين الأولى من حياتها مع أمها ثم انتقلت للعيش مع أبيها. أثناء حياتها مع أبيها، لم يكن يسمح لها بالذهاب فنون الأداء في المدرسة مما أخر مشوارها الفني. عاشت باريلا مع أبيها حتى مقتله في 1994، عندما كانت في السادسة عشر من عمرها وكان هو في الخمسين من عمره. قتلته فتاة في الخامسة عشر من عمرها حيث أطلقت عليه النار من مسافة قريبة ثم مات متأثرًا بجرحه. بعد موت والدها، انتقلت باريلا للعيش مع والدتها في بربانك، كاليفورنيا. وزارت باريلا غرناطة في 2007 لتعلم الإسبانية. بعد المدرسة الثانوية، انتقلت إلى لوس أنجلوس وقامت بالتسجيل في مسرح بيفرلي هيلز لتعلم التمثيل. وقد درست أيضًا الأصوات لعشر سنين. بدأت بعدئذٍ التمثيل في أدوار صغيرة ثم كبيرة.

## حياتها المهنية

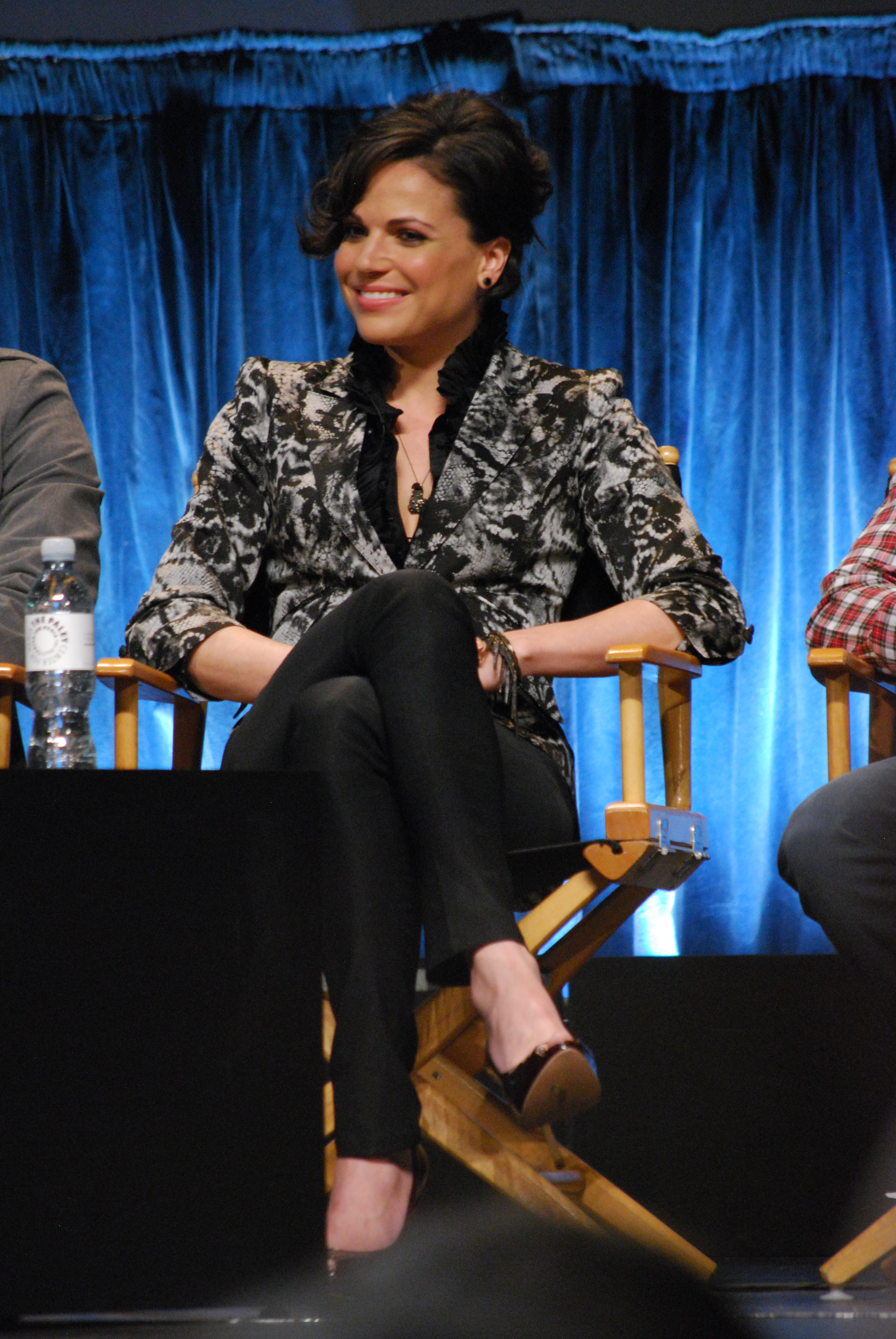
لانا باريلا في مارس 2012

في حياتها المهنية المبكرة، ظهرت لانا في عدة أفلام منهم رجال لئام وعناكب وجمهوري ونجوم مجمدة. ظهرت لانا في أول مسلسل تلفازي لها في 1999 في مسلسل الكبار. في 2000، انضمت إلى طاقم تمثيل مسلسل هيئة الإذاعة الأمريكية الكوميدي سبين سيتي ولعبت دور أنجي أوردونيز لموسم واحد ثم تركت المسلسل في 2001. بعدئذٍ، انضمت إلى دوني والبيرغ ونيل ماكدونو في مسلسل الجرائم الدرامي بوم تاون، والذي تلقت لأجله جائزة إيماجين لأفضل ممثلة مساعدة، لأدائها في دور تيريزا وهي مسؤولة ضمادات أولية. بداية للنجاح، أصبح بوم تاون يصارع، وأصبحت شخصية باريلا مبتدئة في أكاديمية الشرطة، ليربطها ذلك بالمسلسل أكثر. ولكن المسلسل أُلغي مباشرةً بعد حلقتين من موسمه الثاني.
باريلا مثلت في أدوار ضيفية في العديد من المسلسلات الدرامية مثل جاغ، وستة أقدام تحت الأرض والدرع وشؤون سرية وميديام والمدافعون والمطاردة. وحصلت على دور مساعد في 2004 وهو دور الضابطة جانيت غرافتون في شرطة نيويورك الزرقاء. في 2005، أخذت باريلا دور مساعد في الموسم الرابع من مسلسل 24 من إنتاج فوكس وهو دور سارة غافن وهي عميلة في وحدة مكافحة الإرهاب. بعد ست حلقات، أصبحت لانا ممثلة في دور منتظم؛ ولكن في الحلقة الثالثة عشر، استبعدت شخصيتها بعدما حاولت التصدي لترقية شخصية أخرى لتصبح رئيسة دائمة وحدة مكافحة الإرهاب بدلاً من مؤقتة وهي ميشيل ديسلر (قامت بدورها ريكو إيلزورث).
في 2006، مثلت لانا في مسلسل هيئة الإذاعة الوطنية الصيفي المفاجئة مع لوك بيري وساره وينتر ممثلة سابقة في 24 وزميلها في بوم تاون جيسون غيدريك. في 2007، ظهرت في دور غريتا في مسلسل الضياع في الموسم الثالث. في 2008، حصلت على دور في فيلم لايف تايم حياة إلينور كيندال المزدوجة والذي لعبت فيه دور نيلي، وهي مطلقة قد سُرقت هويتها. في 2008 أيضًا، مثلت في مسلسل سي بي إس الصيفي سوينغتاون في دور ترينا ديكر، وهي امرأة وجزء من ثنائي التبادل. في 2010، حصلت باريلا على دور رئيسي في مسلسل ميامي ميديكال والذي عُرض موسم قصير منه وهو 2009-2010 قبل إلغائه في يوليو 2010. وقد أُلغي المفاجئة وسوينغتاون ميامي ميديكال بعد 13 حلقة.
في فبراير 2011، حصلت على دور ريجينا ميلز «الملكة الشريرة» في إعلان مسلسل كان ياما كان والذي أنشئه إدوارد كتسس وآدم هورويتز. وبدأ المسلسل بثه في أكتوبر 2011. شاهد الإعلان 12.93 مليون مشاهد وحقق تقييمًا من 18-48 من البالغين بنسبة 4/10 أثناء الموسم الأول وتلقى نقدًا إيجابيًا من النقاد.
تلقى أداء لانا نقدًا إيجابيًا من النقاد أيضًا. في 2012 و2013، ظُن أنها منافسة واعدة لجوائز الإيمي في تصنيف أفضل ممثلة بارزة في مسلسل درامي، إلا أنها لم تتلقى ترشيحًا للإيمي. وفازت بجائزة دليل التلفاز للشرير المفضل وجائزة ألما للممثلة البارزة في مسلسل درامي في 2012. وقد تلقت لانا أيضًا ترشيحًا لأفضل ممثلة مساعدة على التلفاز في حفل جوائز زحل الثامن والثلاثين.

## حياتها الشخصية

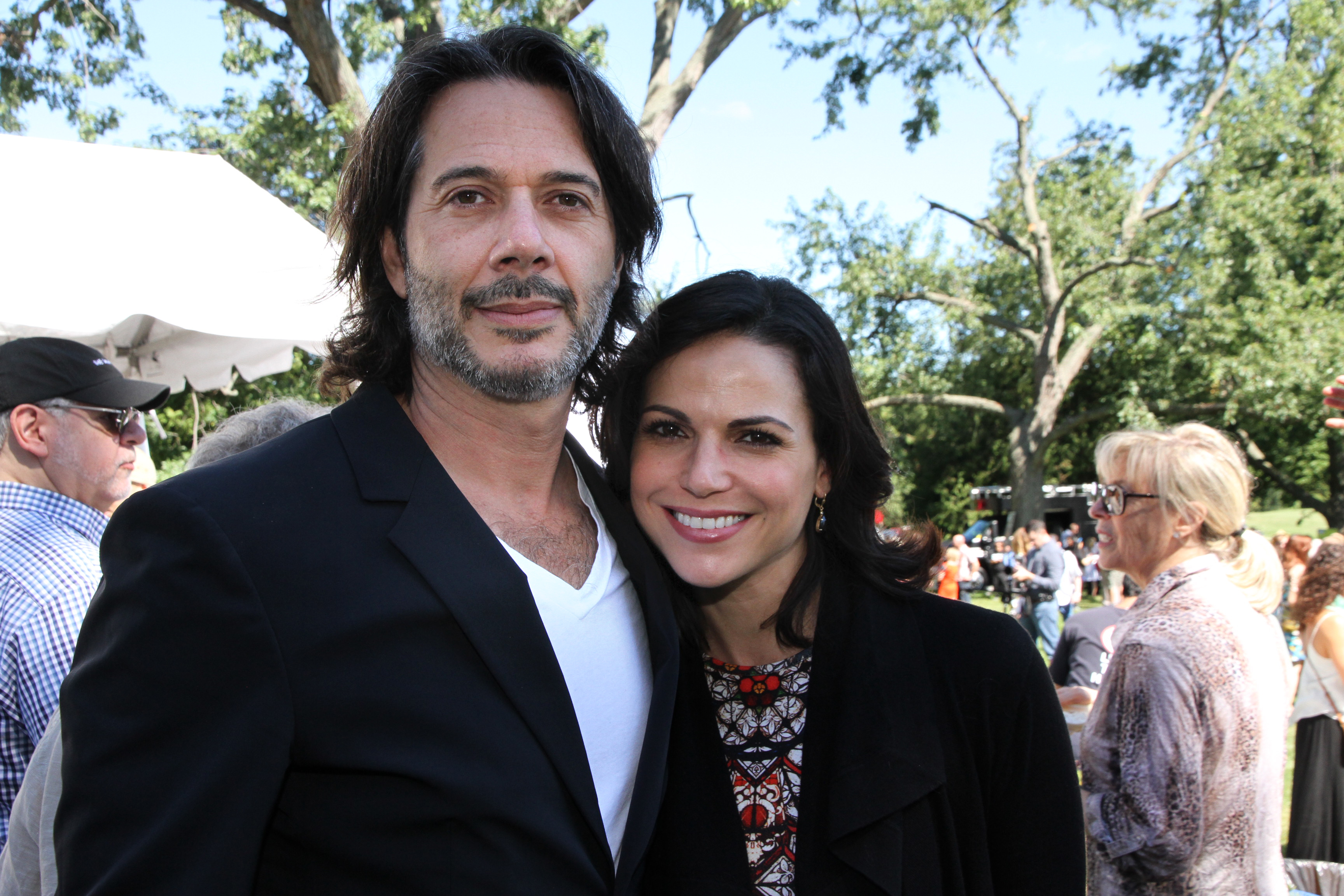
لانا مع زوجها فريد دي بلاسيو في 2014

خُطبت لانا لصديقها فريد دي بلاسيو في 28 أغسطس 2013. وقد تزوجا في 5 يوليو 2014 قبل بدأ باريلا في تصوير الموسم الرابع من كان ياما كان. وقد أكدت باريلا الأخبار على حسابها على تويتر في 1 أغسطس 2014.

## أعمالها

### الأفلام
| العام | العنوان    | الدور       | ملاحظات |
| ----- | ---------- | ----------- | ------- |
| 2000  | رجال لئام  | تيريزا      |         |
| 2000  | عناكب      | مارسي إير   |         |
| 2003  | نجوم مجمدة | ليزا فاسكيز |         |
| 2005  | جولة أخيرة | أنطوانيت    |         |

### التلفاز
| العام     | العنوان                     | الدور                   | ملاحظات                                    |
| --------- | --------------------------- | ----------------------- | ------------------------------------------ |
| 1999      | الكبار                      | نادلة                   | حلقتان: "الحق يقال"، "جاي يقول"            |
| 2000      | صحوة الوقح                  | الممرضة لورنا           | حلقة: "قلب واشٍ الجزء 1"                    |
| 2000–2001 | مدينة سبين                  | أنجي أوردونيز           | دور منتظم، 21 حلقة                         |
| 2002      | جاغ                         | الملازمة ستيفاني دوناتو | حلقة: "من الرأس لأخمص القدمين"             |
| 2002      | الدرع                       | سيدونا تيليز            | حلقة: "دوائر"                              |
| 2002–2003 | بوم تاون                    | تيريزا أورتيز           | دور منتظم، 24 حلقة                         |
| 2004      | شرطة نيويورك الزرقاء        | الضابطة جانيت غرافتون   | دور مساعد، 3 حلقات                         |
| 2004      | ستة أقدام تحت الأرض         | مايلي                   | حلقتان: "بداية الرعب في المنزل"، "الجسارة" |
| 2005      | 24                          | سارة غافن               | دور منتظم، 12 حلقات                        |
| 2006      | المفاجئة                    | نينا شايفر              | دور منتظم، 13 حلقات                        |
| 2006      | الضياع                      | غريتا                   | حلقتان: "أقوى الأغاني"، "خلال المرآة"      |
| 2008      | سوينغتاون                   | ترينا ديكر              | دور منتظم، 13 حلقات                        |
| 2008      | حياة إلينور كيندال المزدوجة | نيلِّي                    | فيلم تلفازي                                |
| 2010      | ميامي ميديكال               | د. إيفا زامبرانو        | دور منتظم، 13 حلقات                        |
| 2010      | شؤون سرية                   | جوليا سواريز            | حلقة: "جنوب بوند سواريز"                   |
| 2010      | ميديام                      | ليديا هالستورم          | حلقة: "لعبة المباراة"                      |
| 2010      | المدافعون                   | بيتي                    | حلقة: "لاس فيغاس ضد جونسون"                |
| 2011      | المطاردة                    | إيزابيلا                | حلقة: "المخدرات: الجزء 1"                  |
| 2011–الآن | كان ياما كان                | ريجينا ميلز             | دور منتظم                                  |

## الجوائز والترشيحات
| العام | الجائزة                                                             | العمل المُرشح | النتيجة |
| ----- | ------------------------------------------------------------------- | ------------ | ------- |
| 2003  | جائزة إيماجين لأفضل ممثلة مساعدة                                    | بوم تاون     | فوز     |
| 2008  | جائزة ألما للممثلة البارزة في مسلسل درامي                           | سوينغتاون    | رُشِّح     |
| 2012  | جائزة دليل التلفاز للشرير المفضل                                    | كان ياما كان | فوز     |
| 2012  | جائزة زحل لأفضل ممثلة مساعدة على التلفاز                            | كان ياما كان | رُشِّح     |
| 2012  | جائزة اختيار المراهقين للشرير المختار على التلفاز                   | كان ياما كان | رُشِّح     |
| 2012  | جائزة ألما للممثلة التلفازية البارزة - دراما                        | كان ياما كان | فوز     |
| 2013  | جائزة إن إتش إم سي للتأثير                                          | كان ياما كان | فوز     |
| 2013  | جائزة اختيار المراهقين للشرير المختار                               | كان ياما كان | رُشِّح     |
| 2013  | جائزة إيماجين الأساسية لأفضل ممثلة تلفاز                            | كان ياما كان | رُشِّح     |
| 2016  | جائزة اختيار المراهقين لممثلة التلفاز المختارة: خيال علمي / فنتازيا | كان ياما كان | فوز     |

## وصلات خارجية
- لانا باريلا على موقع IMDb (الإنجليزية)
- لانا باريلا على موقع روتن توميتوز (الإنجليزية)
- لانا باريلا على موقع ألو سيني (الفرنسية)
- لانا باريلا على موقع ميوزك برينز (الإنجليزية)
- لانا باريلا على موقع تيرنر كلاسيك موفيز (الإنجليزية)
- لانا باريلا على موقع أول موفي (الإنجليزية)
- لانا باريلا على موقع إن إن دي بي (الإنجليزية)
- لانا باريلا على موقع قاعدة بيانات الفيلم (الإنجليزية)
- لانا باريلا على موقع كينوبويسك (الروسية)
- لانا باريلا في دليل التلفاز